# 2XS
 (avril 2023).
Si vous disposez d'ouvrages ou d'articles de référence ou si vous connaissez des sites web de qualité traitant du thème abordé ici, merci de compléter l'article en donnant les références utiles à sa vérifiabilité et en les liant à la section « Notes et références ».
Albums de Nazareth
IT'SNAZ
(1981) Sound Elixir
(1983)
2XS est le treizième album studio du groupe écossais Nazareth, sorti en février 1982.
Cet album contient le titre "Dream On" qui deviendra un des plus gros succès du groupe. Nazareth garde le line-up du précédent album live "It's Naz" avec Billy Rankin et John Locke.

## 2XS
1. Love Leads To Madness (Agnew/Charlton/McCafferty/Sweet/Rankin) [4 min 04 s]
2. Boys In The Band (Agnew/Charlton/McCafferty) [3 min 04 s]
3. You Love Another (Agnew/Charlton/McCafferty) [3 min 56 s]
4. Gatecrash (Charlton/McCafferty/Sweet/Rankin) [3 min 19 s]
5. Games (Agnew/Charlton/McCafferty/Sweet/Rankin) [4 min 46 s]
6. Back To The Trenches (Agnew/Charlton/McCafferty) [3 min 59 s]
7. Dream On (Agnew/Charlton/McCafferty/Sweet/Rankin) [3 min 24 s]
8. Lonely In The Night (Agnew/McCafferty/Sweet/Rankin) [4 min 20 s]
9. Preservation (Agnew/Charlton/McCafferty) [4 min 00 s]
10. Take The Rap (Agnew/Charlton/McCafferty/Sweet/Rankin) [2 min 40 s]
11. Mexico (Agnew/McCafferty/Sweet/Rankin) [2 min 49 s]

## Musiciens
- Dan McCafferty (chant)
- Manny Charlton (guitare)
- Billy Rankin (guitare, chant)
- Pete Agnew (basse, chant)
- John Locke (claviers)
- Darrell Sweet (batterie, percussions, chant)

## Crédits
- Produit et enregistré par John Punter
- Enregistré et mixé aux Air Studios, Montserrat Limited (Antilles)